# Soldadura por fricción-agitación de punto

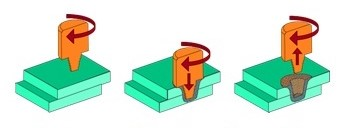
Principio de soldadura por fricción-agitación de punto

La soldadura por fricción-agitación de punto (en inglés: Friction Stir Spot Welding, FSSW), es un proceso de unión de dos piezas que se realiza en estado sólido y en el que una herramienta cilíndrica, con un perno en su extremo. Es una variante de la soldadura por fricción-agitación.
Una vez que la herramienta ha adquirido la velocidad necesaria, penetrará en la junta y empezará a subir la temperatura de esa zona, debido a la fricción, y el material empezará a ablandarse, adquiriendo un estado plástico. Una vez que se ha terminado la unión se extraerá la herramienta quedando un pequeño agujero.

## Descripción del proceso

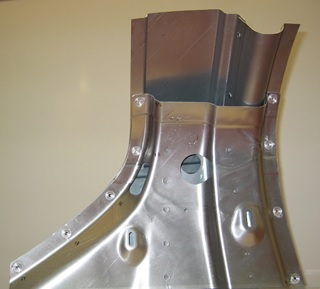
Soldadura por fricción-agitación de punto de hojas de aluminio

En la soldadura por puntos de fricción, las soldaduras por puntos individuales se crean al presionar una herramienta giratoria con gran fuerza sobre la superficie superior de dos hojas que se superponen entre sí en la junta solapada. El calor de fricción y la alta presión plastifican el material de la pieza de trabajo, de modo que la punta del pasador se sumerge en el área de unión entre las dos hojas y remueve los óxidos. El pasador de la herramienta se sumerge en las hojas hasta que el hombro esté en contacto con la superficie de la hoja superior. El hombro aplica una alta presión de forjado, que une los componentes metalúrgicamente sin derretirse. Después de un corto tiempo de permanencia, la herramienta se retira de las piezas de trabajo nuevamente para que se pueda realizar una soldadura de punto cada 5 segundos.
La herramienta consiste en un pasador giratorio y un hombro. El pin es la parte de la herramienta que penetra en los materiales. Tanto el pasador como el hombro pueden perfilarse para empujar el material plastificado en una dirección particular y para romper y dispersar eficientemente las capas de óxido sobre las superficies adyacentes. Después de retraer la herramienta, queda un orificio al usar herramientas de una sola pieza, que ya han demostrado ser muy confiables en la industria automotriz y de vehículos ferroviarios. A menudo, la herramienta giratoria está rodeada por un anillo de sujeción no giratorio con el que las piezas de trabajo se presionan firmemente una contra la otra antes y durante la soldadura aplicando una fuerza de sujeción. El anillo de sujeción también se puede usar para reducir la presión del material plastificado para evitar la formación de rebabas o perlas para aplicar gas inerte o para enfriar la herramienta a través de aire comprimido.
Los parámetros de proceso más importantes son la velocidad y la presión de contacto. Esto da como resultado la velocidad de avance de inmersión para un material de pieza de trabajo dado. Las pistolas de soldadura por puntos modernas se pueden usar mediante control de posición o control de fuerza o mediante un control de desplazamiento de fuerza programado específico del producto. A menudo, el control de posición se usa hasta que se alcanza un cierto desplazamiento, y luego el sistema de control se cambia para forzar el control durante el tiempo de permanencia. Incluso durante el tiempo de permanencia controlado por fuerza, se pueden especificar ciertos valores de posición, que no se deben igualar ni superar.

## Máquinas de soldadura por puntos

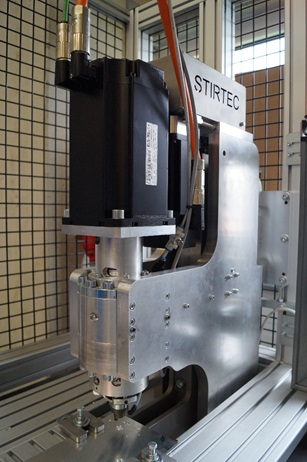
Stirtec máquina de soldadura por fricción-agitación de punto

La soldadura por puntos de fricción se realiza con un par de pinzas o una máquina de soldadura por puntos, que está montada en una consola, con bridas a un robot articulado o accionada manualmente con un compensador al componente.

## Ventajas del proceso
La soldadura por fricción-agitación de punto se caracteriza por una serie de ventajas de proceso. No se producirá ningún daño al material causado por el calor extremo, como el producido por láser o soldadura por arco. En particular, en el caso de las aleaciones de aluminio envejecidas artificialmente, la resistencia en la costura de soldadura y la zona afectada por el calor es mucho mayor que en los métodos de soldadura convencionales.

## Uso industrial
Las soldaduras de punto de fricción tienen una alta resistencia, por lo que son adecuadas incluso para piezas expuestas a cargas especialmente altas. Además de la construcción de vehículos automotores y ferroviarios, la industria aeroespacial está desarrollando el proceso, por ejemplo, para soldar puertas de cabina de helicópteros. En la industria eléctrica, el aluminio y el cobre pueden ser soldados por fricción. Otras aplicaciones se encuentran en la fabricación de fachadas y muebles, donde la baja entrada de calor, especialmente en las hojas anodizadas, conduce a excelentes propiedades ópticas.